# Nouveau sanctuaire de Meritxell
Le nouveau sanctuaire de Meritxell (catalan : santuari nou de Meritxell) est une basilique sanctuaire située à Meritxell dans la paroisse de Canillo, en Andorre.
La nuit du 8 au 9 septembre 1972, un incendie détruit l'ancien sanctuaire de Meritxell. Le nouveau sanctuaire de style contemporain a été inauguré en 1976.
Depuis 2003, le nouveau sanctuaire est protégé comme bien d'intérêt culturel de l'Andorre.

## Historique
Une église romane conservait une statue romane de la Vierge de Meritxell, intronisée avec l'Enfant Jésus sur les bras, datant du XIIe siècle. Cette église Santa Maria a été fortement remaniée en style baroque au XVIIe siècle,.
Le 24 octobre 1873 le Conseil général proclame officiellement la Vierge de Meritxell « sainte patronne et protectrice spéciale de la Principauté d'Andorre ».
L'incendie du sanctuaire de Meritxell, dans la nuit du 8 au 9 septembre 1972 après la journée de l'aplecs, détruisit l'édifice et tout ce qui se trouvait à l'intérieur dont la prestigieuse statue. La réaction populaire fut un grand émoi.
En 1974, les cabinets d'architecture Moragues, Bohigas-Martorell-Mackay et Bofill participent aux premières conversations pour la reconstruction du sanctuaire. Finalement, le projet fut attribué au cabinet d'architecture de Ricardo Bofill à la suite du retrait des deux autres cabinets. Le projet fut structuré sur trois piliers symboliques : foi, identité et culture, censés apporter une force religieuse et une grandeur monumentale à Meritxell.
Le projet initial de Ricardo Bofill présente un sanctuaire de Meritxell colossal avec un viaduc reliant les montagnes de la vallée, un lac artificiel avec un pont et une rue avec des magasins et des restaurants, un grand perron avec terrasses, des petits abris et des sculptures de grandes dimensions, en plus d'amphithéâtres pour les rassemblements populaires et les actes culturels. C'était un projet très ambitieux qui courait le risque de ne pas être compris par la population nationale. Seulement une petite partie a été réalisée. La construction commença le 8 septembre 1974, lorsque la première pierre fut posée. Bien que les travaux n'étaient pas finis, le 8 septembre 1976 le sanctuaire de Meritxell est inauguré.
La statue de la Vierge installée lors de l'inauguration du nouveau sanctuaire est une reproduction fidèle de l'originale, réalisée par l'artiste Sergi Mas à partir de photographies et des mesures. Quelques années plus tard, en 2005, la statue fut à nouveau volée et brûlée par un homme atteint de troubles mentaux.
La reproduction installée à la suite de cet incident est l'œuvre de Jaume Rossa, ciselée à partir des photographies de l'image d'origine et recueillant les traits principaux des images mariales romanes.
En 2014, le pape François accorde au sanctuaire le titre de basilique mineure. La basilique a été intégrée à la Ruta Mariana (Route mariale).
Depuis 2016, une nouvelle statue est installée. Elle a à nouveau été réalisée par Jaume Rossa au moyen d'un logiciel de CAO en taillant un tronc de pin noir à partir d'images photographiques d'un modèle.

## Description

### Le sanctuaire

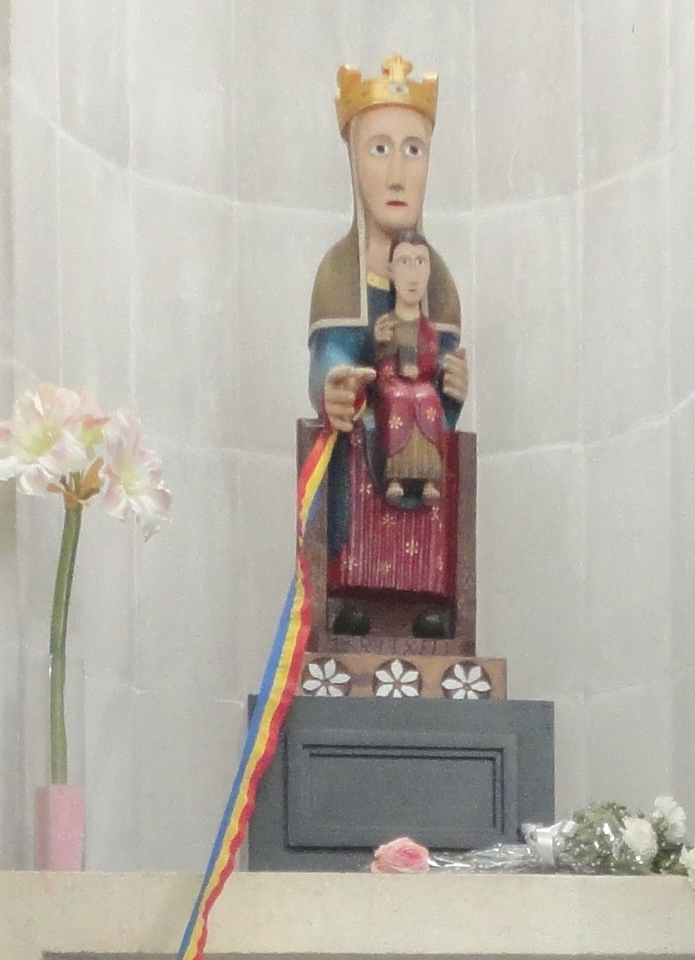
Notre Dame de Meritxell, patronne de l'Andorre.

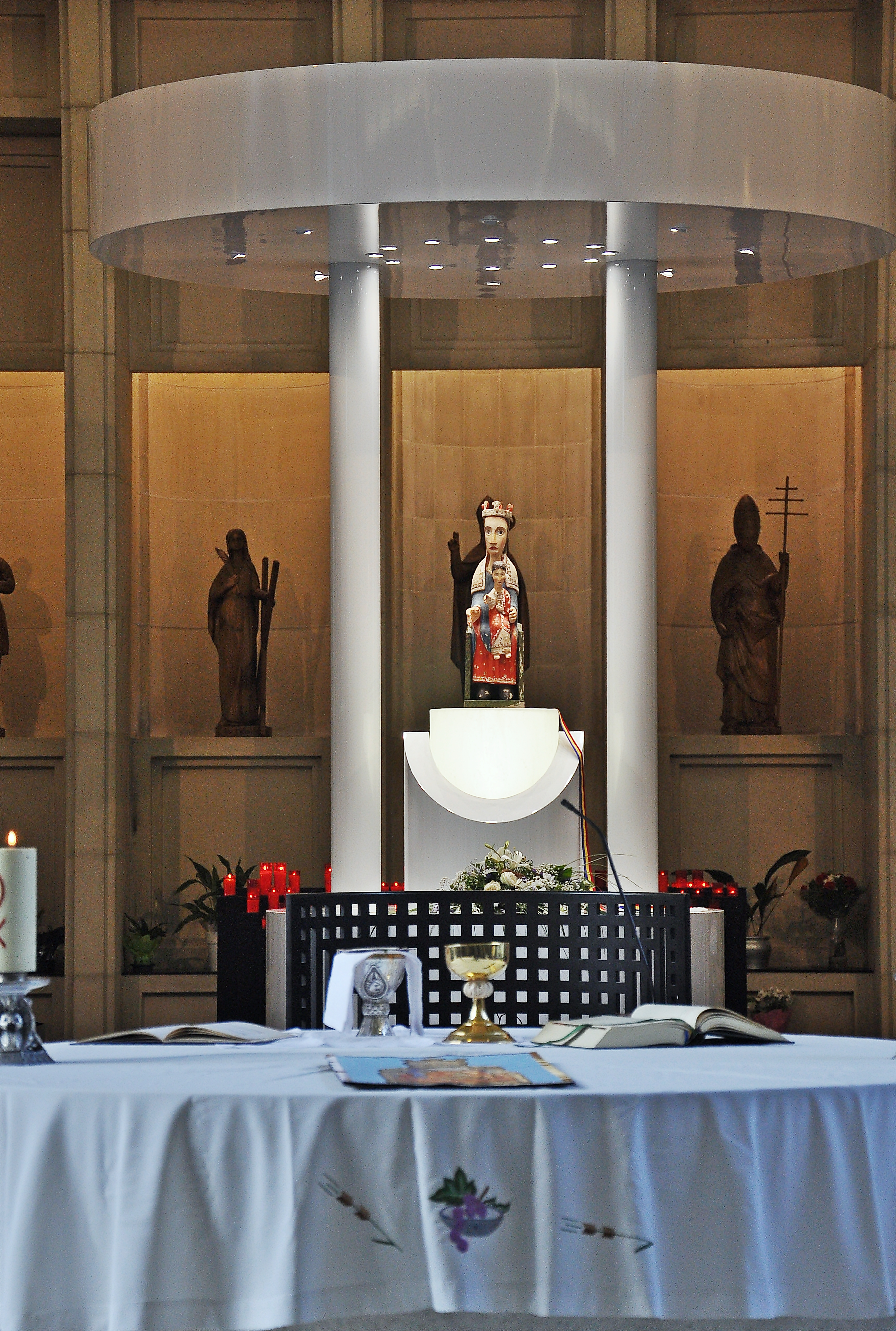
Le nouveau sanctuaire de Meritxell.

Le sanctuaire est situé au nord du petit village de Meritxell entre Canillo et Encamp.

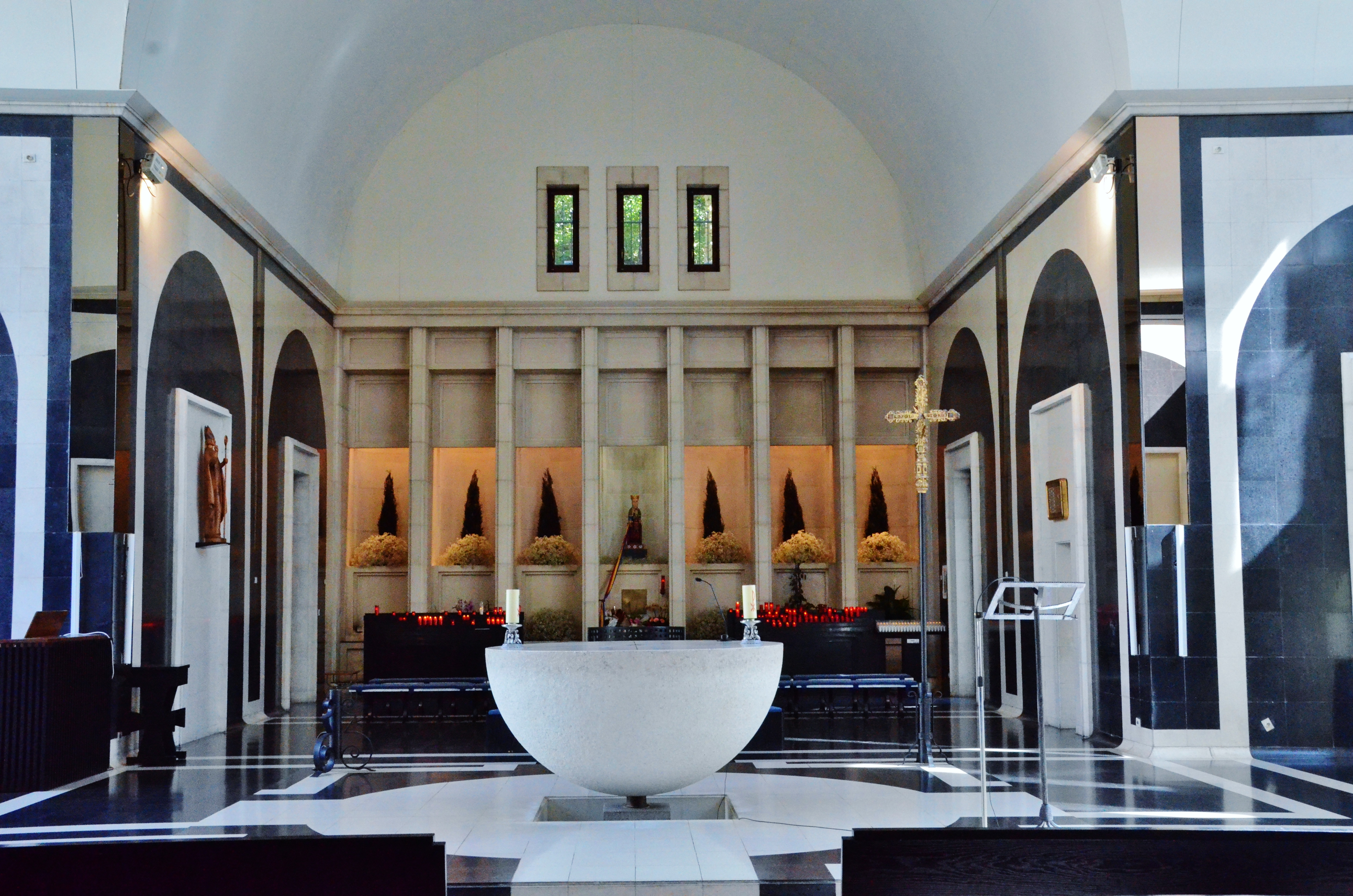
Photo de l'autel du Sanctuaire. L'image au centre en arrière-plan est celle de la Vierge de Meritxell.

Le décor extérieur est composé de pierres d'ardoise dont les nuances se fondent dans le paysage minéral, de lames de cuivre destinées à verdir et adopter les tons de la végétation alentour, de poutrelles ou de plafonds blancs comme la neige qui recouvre la Principauté une grande partie de l'hiver et de vitreries lançant des jets de lumière. Un chemin aménagé avec des escaliers permet de faire le tour complet du sanctuaire et ainsi d'observer les différents aspects de son architecture originale.
L'édifice central du sanctuaire de Meritxell s'organise à partir d'une nef en forme de croix grecque déformée et possède une abside de plan carré. La toiture de l'édifice est composée d'une voûte en berceau. Autour de la croix grecque que la nef dessine s'organisent les différents espaces du sanctuaire. Le schéma de ces espaces, leurs dimensions et proportions, sont la tentative d'utiliser le nombre d'or (ou divine proportion) des temples gréco-romains récupérée par les églises de la Renaissance.
L'ensemble architectonique est aussi formé par un clocher-tour de plan carré de grandes dimensions, inspiré par les clochers des monastères romans catalans.
L'inspiration romane se retrouve aussi dans le cloître adjacent au côté sud couvert avec des voûtes en croisée d'ogives. Au centre du cloître, une fontaine d'eau permet aussi de relier la construction à l'art islamique.
Les formes avant-gardistes du nouveau sanctuaire jouent avec des arcs et des tours comme s'ils étaient inachevés simulant les restes romans de l'ancien sanctuaire où s'incorporent également des traits du roman monumental des régions voisines, qui dialoguent avec le noir et le blanc réminiscence de la renaissance italienne. Cette influence s'observe aussi dans le plan du sanctuaire et dans le jeu des figures géométriques du revêtement.
À l'intérieur, l'image principale qui remplit l'espace du sanctuaire est la statue de la Vierge de Meritxell.
Sept statues de bois créées par le sculpteur andorran Sergi Mas, représentent les sept saints patrons des sept paroisses andorranes, qui ratifient que Meritxell est le sanctuaire national andorran : saint Sernin de Canillo, sainte Eulalie d'Encamp, saint Cornélien d'Ordino, saint Asciscle de la Massana, saint Étienne d'Andorre-la-Vieille, saint Julien de Sant Julià de Lòria et saint Pierre Martyr d'Escaldes-Engordany.

### Les collections
Les Archives nationales d'Andorre conservent le fonds Josep-Moles, un petit fonds de 135 images qui reflètent la construction du nouveau sanctuaire de Meritxell de 1974 jusqu'à son inauguration en 1976.
Le nouveau sanctuaire accueille également l'exposition permanente Bíblies del món (« Bibles du monde »), inaugurée en septembre 2016. Elle recueille une collection en croissance permanente, intégrée par plus de 1600 exemplaires (Bibles et Nouveaux Testaments) écrits en plus de 1400 langues, dialectes et supports.

## Galerie de photographies

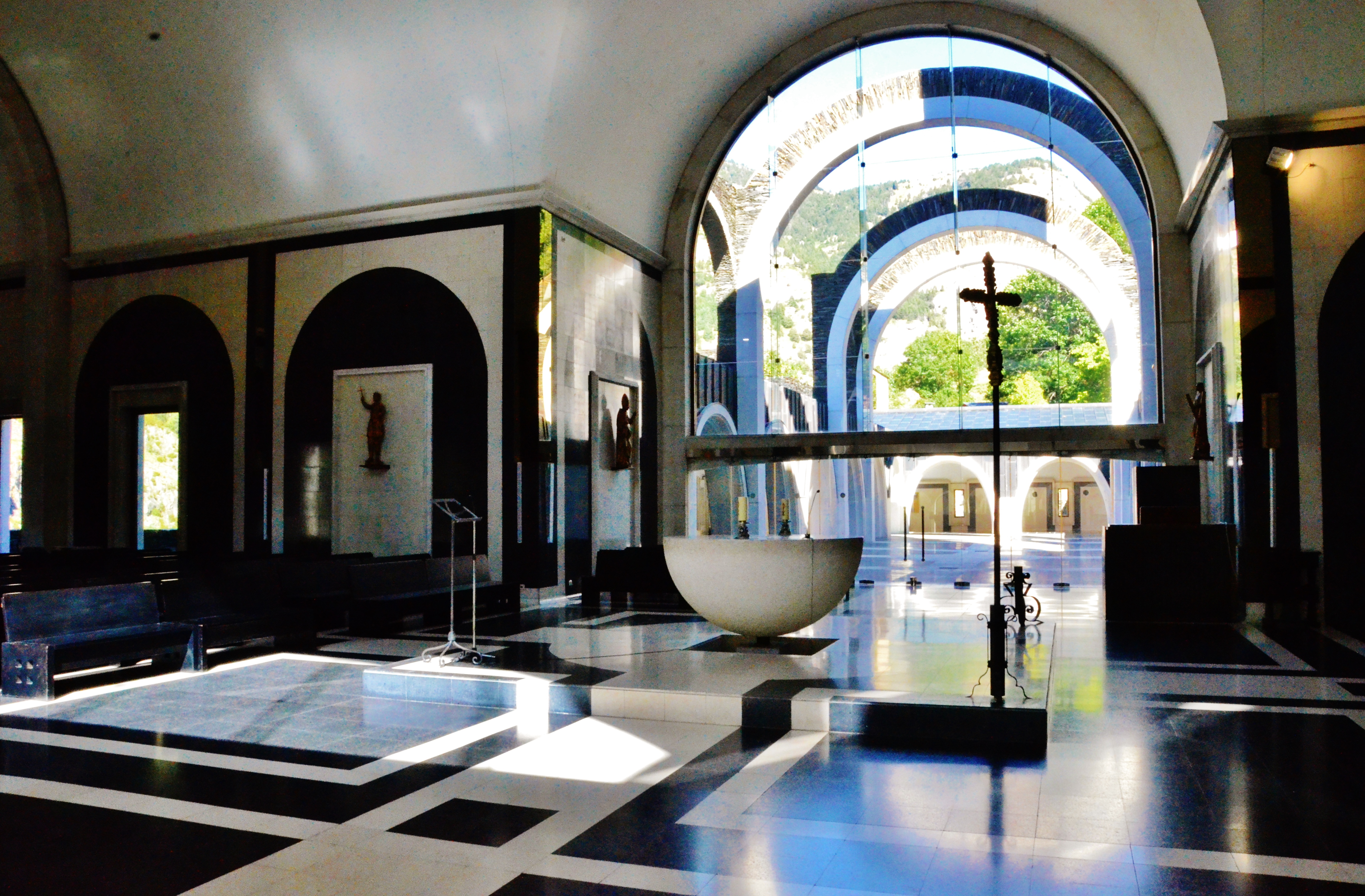
Intérieur du nouveau sanctuaire.
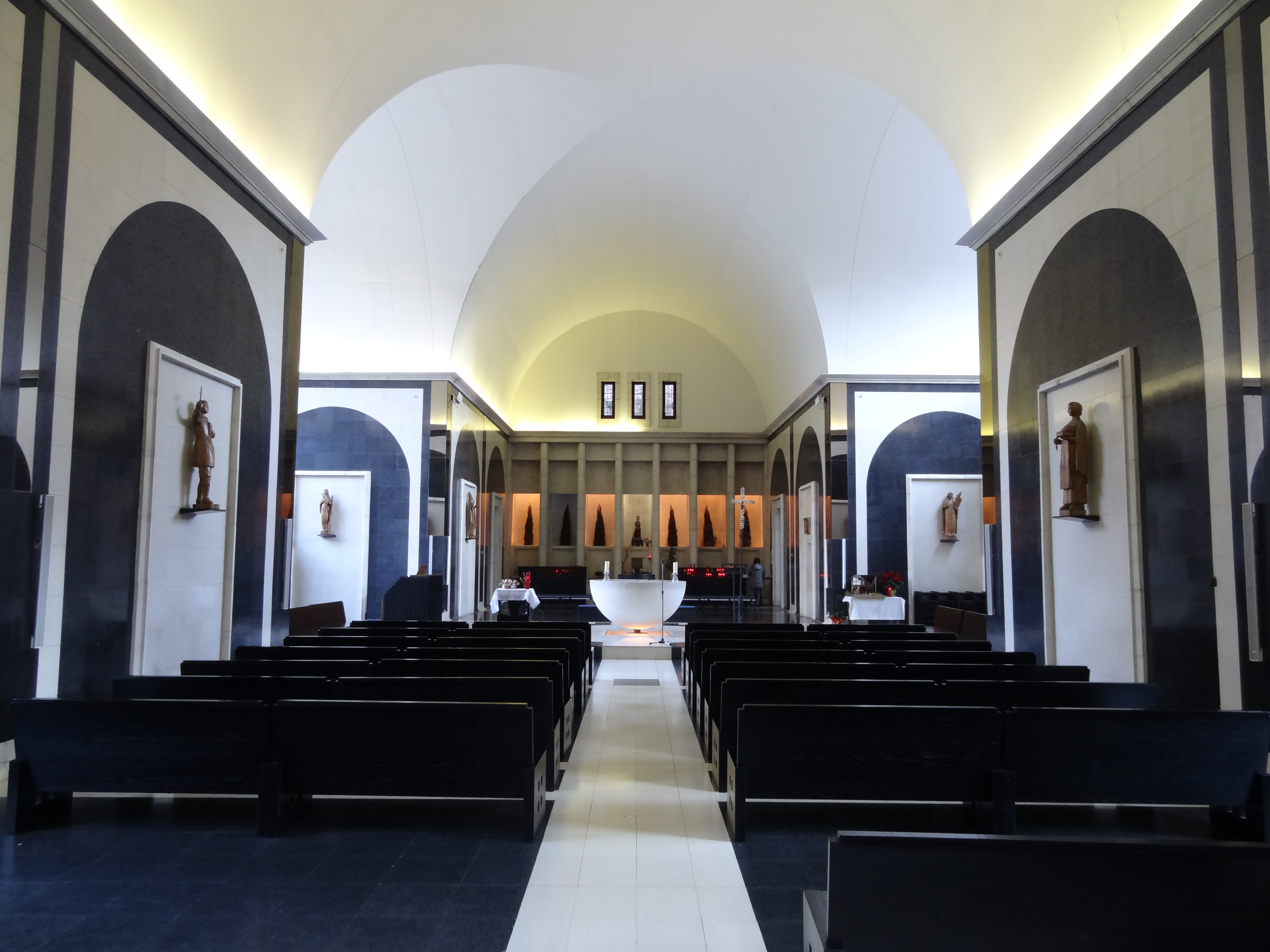
L'intérieur en 2013.
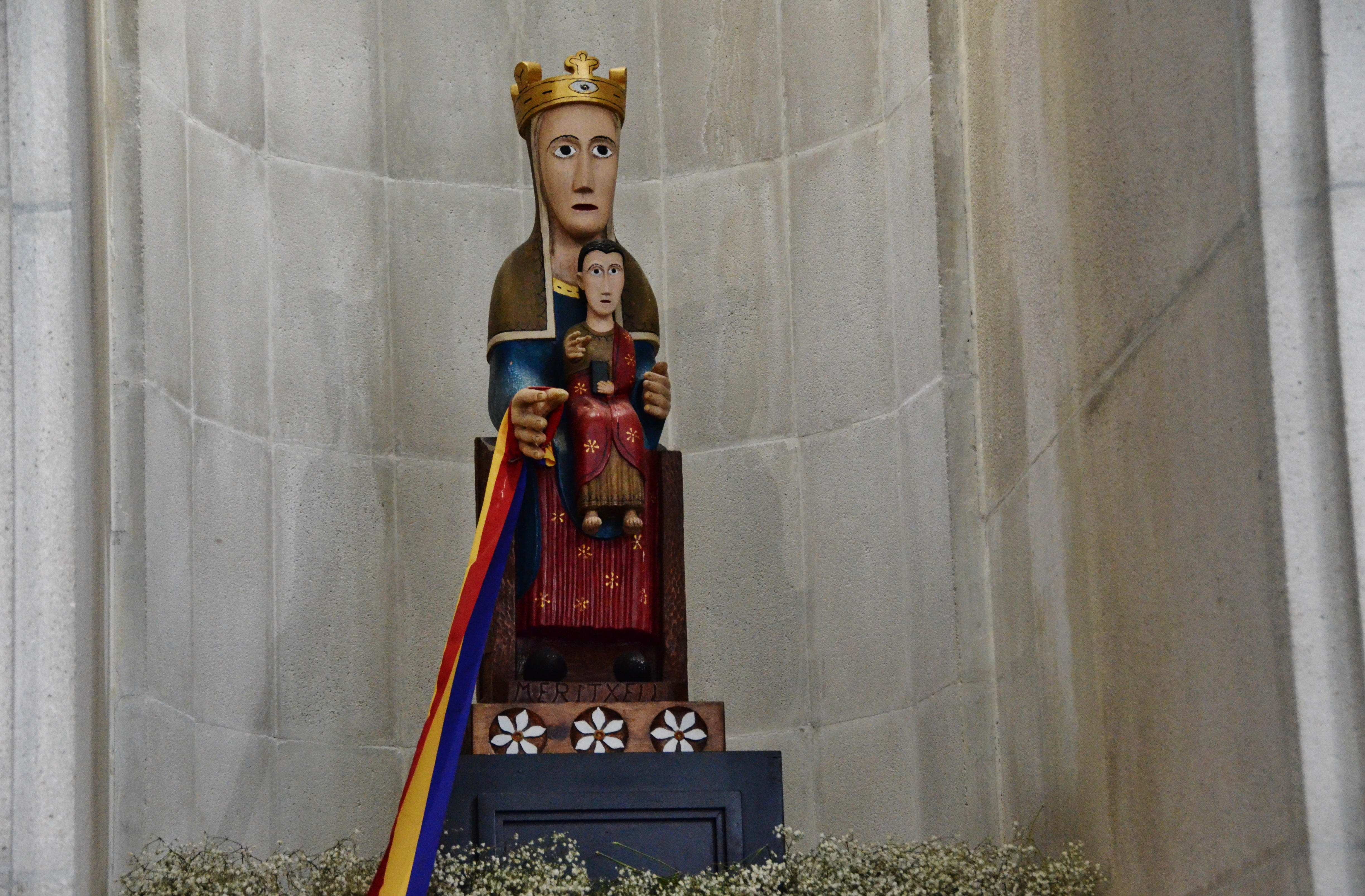
Vierge de Meritxell en 2013.
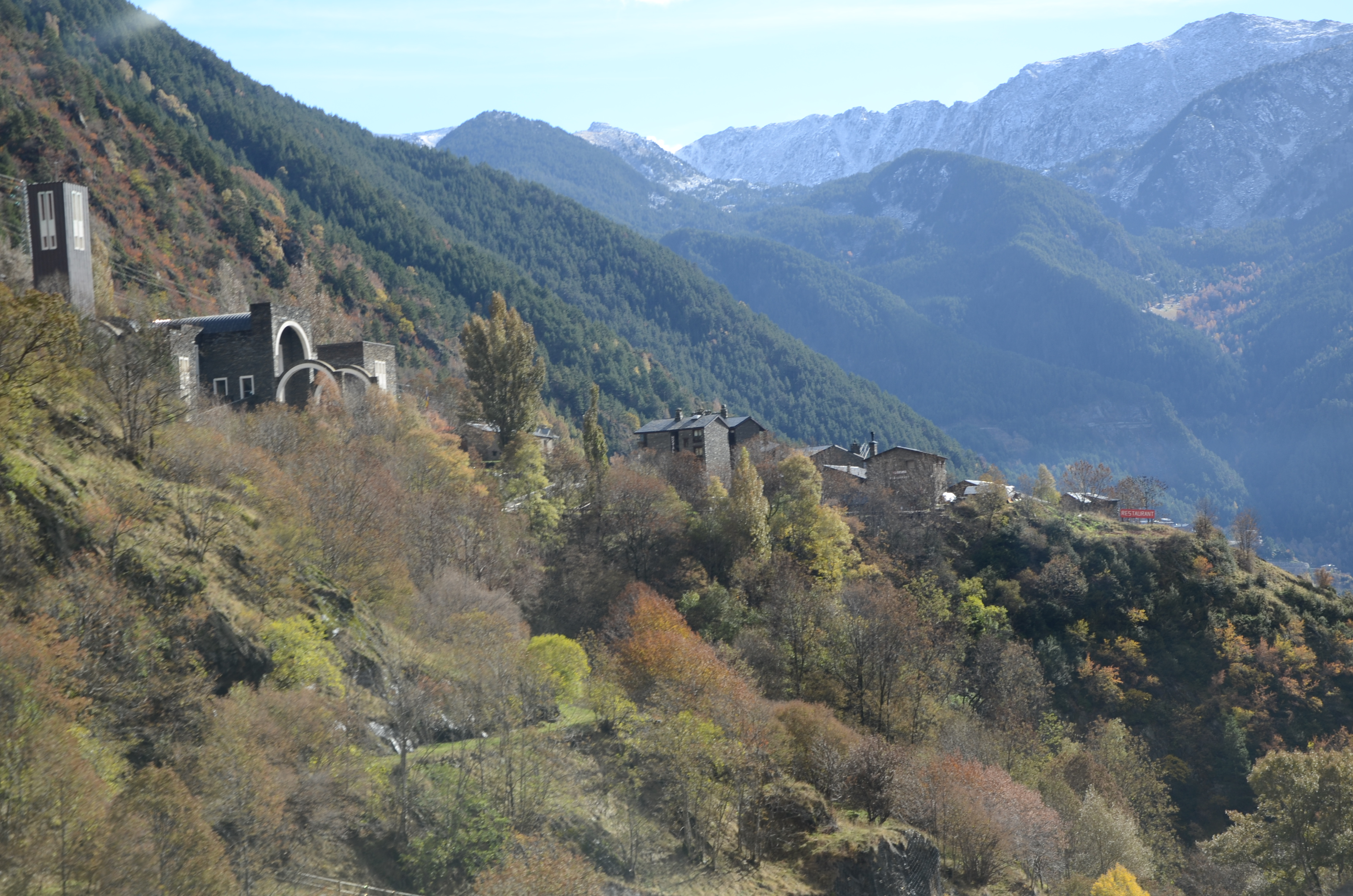
Le nouveau sanctuaire de Meritxell.
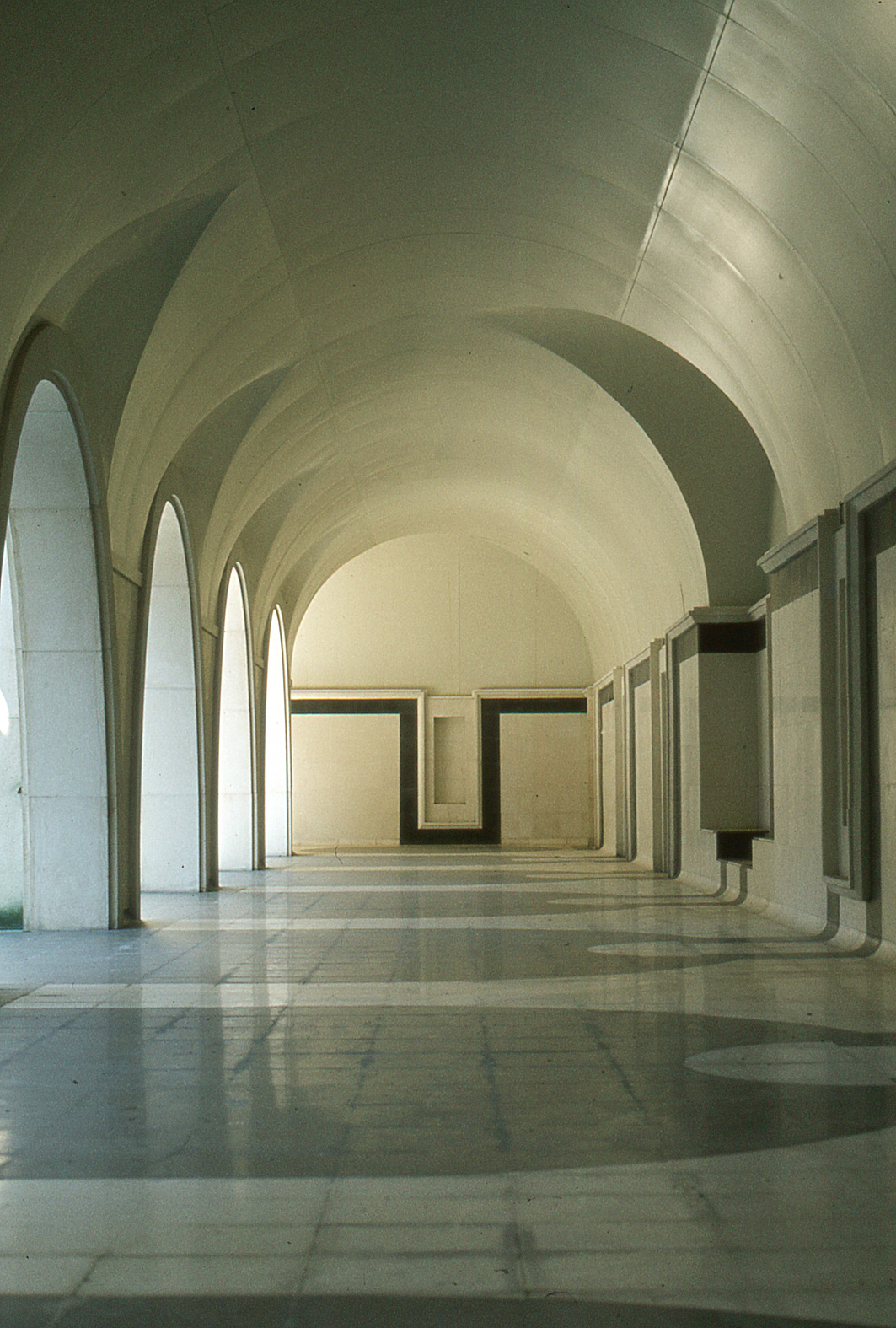
Le nouveau sanctuaire, ...
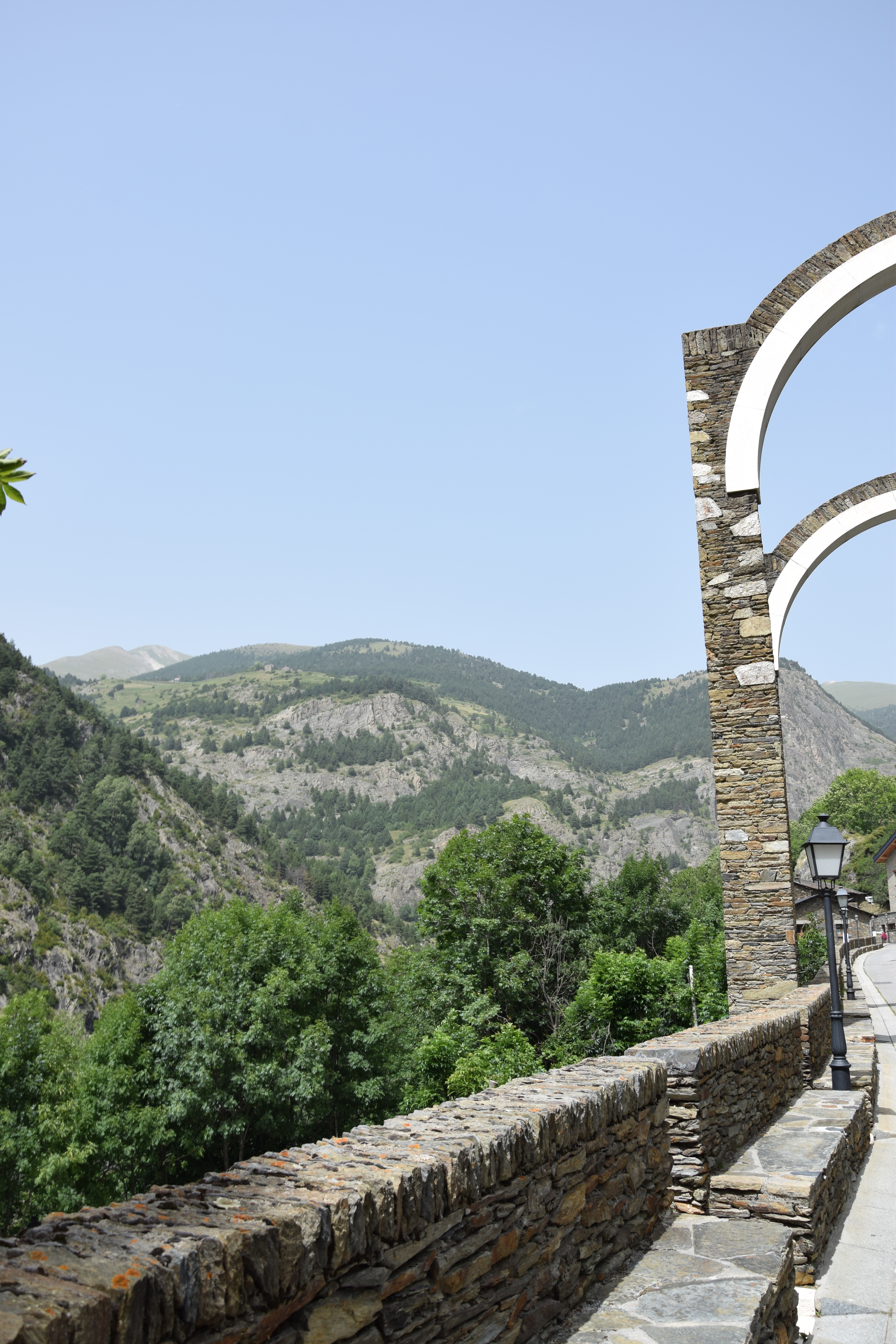
... œuvre de l'Atelier d'Architecture Bofill.
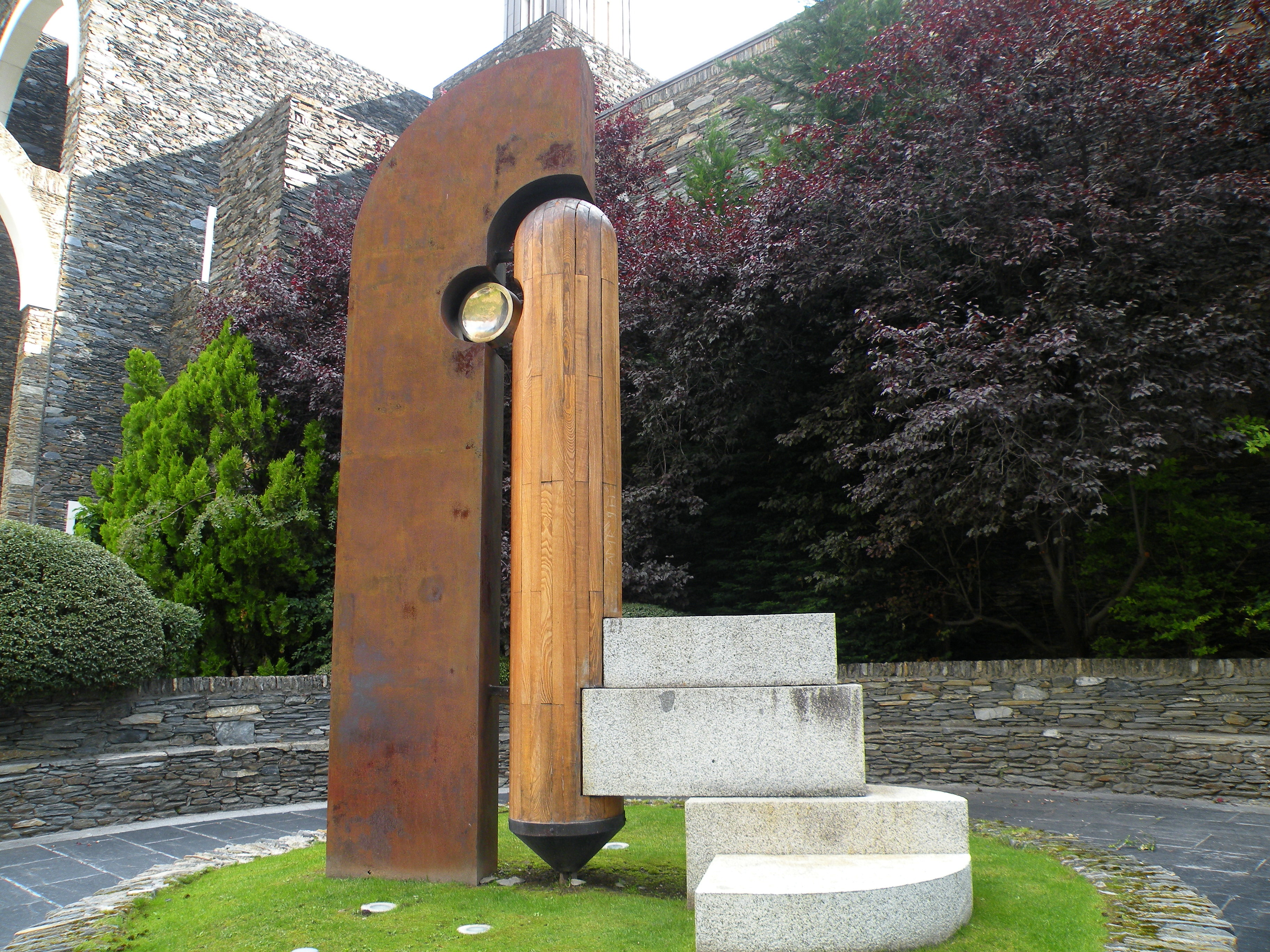
Sculpture à l'extérieur du sanctuaire de Meritxell.